# (17889) Liechty
(17889) Liechty est un astéroïde de la ceinture principale, découvert le 20 février 1999 à Socorro (Nouveau-Mexique) par le projet LINEAR.

## Orbite
L'orbite de (17889) Liechty se caractérise par un demi-grand axe de 2,41 UA, une excentricité de 0,11 et une inclinaison de 4,6° par rapport à l'écliptique.

## Caractéristiques physiques
(17889) Liechty est un astéroïde de type A, donc riche (> 80 %) en olivine, au moins en ce qui concerne les roches de sa surface.